# Effektív altruizmus
Az  effektív altruizmus egy filozófiai irányzat és társadalmi mozgalom, melynek célja, hogy bizonyítékokra és érvekre alapozva megtalálja a másokon való segítés leghatékonyabb formáját. Mint mozgalom ösztönzi az egyéneket, hogy vegyenek figyelembe minden ügyet és intézkedést és ezek alapján úgy járjanak el, hogy lehetőségeikkel élve a lehető legnagyobb pozitív hatásuk legyen a világra. Ez az átfogó, evidencia alapú megközelítés az ami megkülönbözteti a jótékonykodás más formáitól.
Noha a magukat effektív altruistának vallók nagy része a nonprofit szektorra fordította a figyelmét, a mozgalom gondolatisága széleskörűen vonatkozik a tudományos kutatások, a cégek és a stratégiai döntések prioritizálásra annak tükrében, hogy mekkora kihatásuk lehet.